# 蕾切尔·艾米森
蕾切尔·艾米森（英語：Rachel Imison，1978年12月16日—），澳大利亚女子曲棍球运动员。她曾代表澳大利亚参加2000年、2004年和2008年夏季奥林匹克运动会曲棍球比赛，其中2000年奥运会获得一枚金牌。